# Kaijanniemi
Kaijanniemi är en udde i Finland.   Den ligger i landskapet Mellersta Finland, i den centrala delen av landet, 240 km norr om huvudstaden Helsingfors.
Terrängen inåt land är platt. Runt Kaijanniemi är det tätbefolkat, med 709 invånare per kvadratkilometer. Närmaste större samhälle är Jyväskylä, 4,3 km söder om Kaijanniemi. I omgivningarna runt Kaijanniemi växer i huvudsak barrskog.